# Rhipsalis lindbergiana
Rhipsalis lindbergiana — вид кактусів з роду рипсаліс (Rhipsalis).

## Поширення
Вид поширений у бразильських штатах Пернамбуку, Сержипі, Баїя, Мінас-Жерайс, Еспіриту-Санту, Ріо-де-Жанейро та Сан-Паулу.

## Опис
Епіфіт з висячими розгалуженими пагонами, які можуть виростати до 2 метрів. Пагони гладкі. Основні циліндричні пагони мають довжину до 1 метра і діаметр від 3 до 5 міліметрів. Бічні пагони, які також мають циліндричну форму, коротші і трохи тонкі при діаметрі від 2 до 4 міліметрів. Ареоли знаходяться близько один до одного і мають одну або дві темні щетинки, які швидко відпадають. Квітки рожевого до білого кольору . Вони мають довжину від 3 до 5 мм і можуть досягати в діаметрі до 10 мм. Кулясті плоди яскраво-червоного кольору.